# Sprachen der Elfenbeinküste

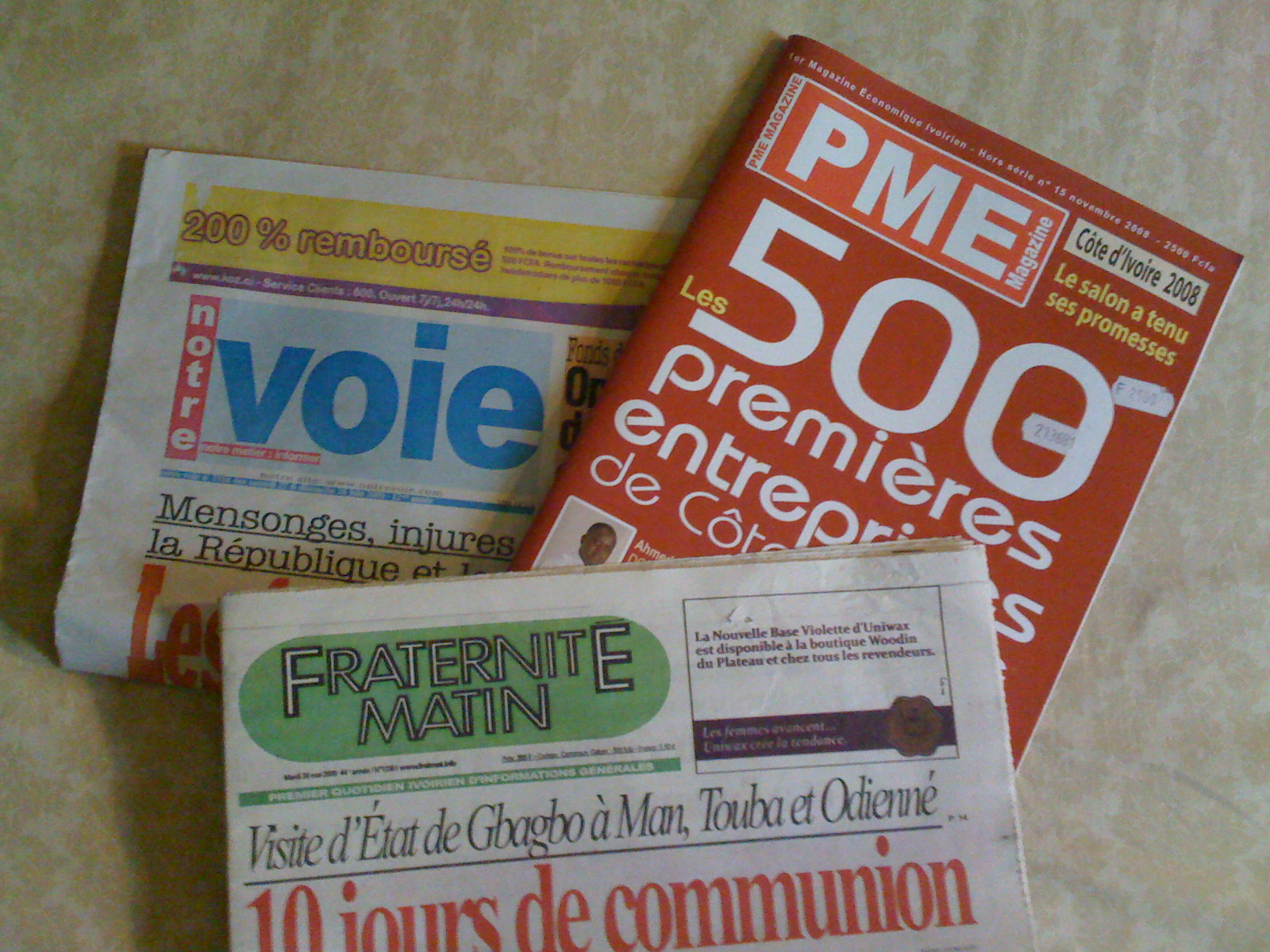
Ivorische Zeitungen auf Französisch

Die einheimischen Sprachen der Elfenbeinküste gehören innerhalb der Niger-Kongo-Sprachfamilie zu zwei Sprachgruppen: Den Volta-Kongo-Sprachen im Osten und Süden sowie den Mande-Sprachen im Nordwesten. 
Innerhalb der Volta-Kongo-Sprachen sind die vier Hauptgruppen Gur (Voltaisch) im Nordosten, Kru im Südwesten, Kwa im Südosten sowie Senufo im Norden vorherrschend.
Die französische Sprache ist die Amtssprache. Insgesamt gibt es in der Elfenbeinküste 79 verschiedene Sprachen und Idiome. Die Mande-Sprache Dioula, sowie das Bambara, sind die einheimischen Sprachen, welche am häufigsten gesprochen werden. Unter den anderen Idiomen sind von den Kru-Sprachen das Neyo, das Bété, das Dida, das Nyabwa, das Wê und das Krahn die gebräuchlichsten; von den Kwa-Sprachen sind es das Abé, das Abouré, das Abron, das Adjoukrou und das Avikam.
Der zwischenethnischen Verständigung in Abidjan dient Nouchi.